# 環龍縣
環龍縣（越南语：／）是越南法屬時期河內市的郊區縣，將河內市區環抱其中。

## 歷史
1888年，阮朝將河內城割讓給法國直接管轄。1890年，將河內城郊區的永順縣、壽昌縣區域及青池縣、懷德府部分坊社合併為永順縣，設為河內外城（郊區）。1899年，改永順縣為環龍縣。1915年，環龍縣劃歸河東省管轄。1942年，殖民政府將青池縣大盎社、左青威社2社和懷德府22社劃歸河內城管轄，與環龍縣合併為河內特別代理。
1945年八月革命勝利後，北越政府撤銷河內特別代理，重劃河內市行政區劃。而南越政府則將河內特別代理改設為省級環龍代理座。1954年和談結束後，北越政府接管河內市，環龍代理座被廢除。